# Station Boussu
Station Boussu is een spoorwegstation langs spoorlijn 97 (Bergen - Quiévrain) in de Belgische gemeente Boussu. Het is nu een stopplaats. Men kan er kosteloos parkeren en er is een gratis fietsstalling.

## Treindienst
| Serie       | Treinsoort          | Route                                                                 | Bijzonderheden                                   |
| ----------- | ------------------- | --------------------------------------------------------------------- | ------------------------------------------------ |
| IC 14       | Intercity (NMBS)    | Quiévrain – Boussu – Bergen – Brussel-Zuid – Leuven – Luik-Guillemins | Rijdt alleen op werkdagen.                       |
| L 4650      | L-trein (NMBS)      | Quévy – Bergen – [ Doornik – Moeskroen ] / [ Boussu – Quiévrain ]     | Rijdt in het weekend tussen Bergen en Quiévrain. |
| P 7560/8560 | Piekuurtrein (NMBS) | Bergen – [ Boussu – Quiévrain ] / [ Doornik ]                         | Rijdt alleen op werkdagen.                       |
| P 7800/8800 | Piekuurtrein (NMBS) | Quiévrain – Boussu – Bergen – Brussel-Zuid – Schaarbeek               | Rijdt alleen op werkdagen.                       |
| P 7860/8860 | Piekuurtrein (NMBS) | Bergen – [ Boussu – Quiévrain ] / [ Doornik ]                         | Rijdt alleen op werkdagen.                       |

## Reizigerstellingen
De grafiek en tabel geven het gemiddeld aantal instappende reizigers weer op een week-, zater- en zondag.
| Tabel: aantal instappende reizigers station Boussu | Tabel: aantal instappende reizigers station Boussu | Tabel: aantal instappende reizigers station Boussu | Tabel: aantal instappende reizigers station Boussu |
|                                                    | Weekdag                                            | Zaterdag                                           | Zondag                                             |
| -------------------------------------------------- | -------------------------------------------------- | -------------------------------------------------- | -------------------------------------------------- |
| 1977                                               | 389                                                | 93                                                 | 76                                                 |
| 1978                                               | 402                                                | 81                                                 | 54                                                 |
| 1979                                               | 363                                                | 71                                                 | 58                                                 |
| 1980                                               | 373                                                | 58                                                 | 60                                                 |
| 1981                                               | 383                                                | 72                                                 | 56                                                 |
| 1982                                               | 349                                                | 72                                                 | 94                                                 |
| 1983                                               | 356                                                | 79                                                 | 67                                                 |
| 1984                                               | 310                                                | 72                                                 | 71                                                 |
| 1985                                               | 436                                                | 93                                                 | 101                                                |
| 1986                                               | 298                                                | 96                                                 | 58                                                 |
| 1987                                               | 313                                                | 86                                                 | 108                                                |
| 1988                                               | 381                                                | 75                                                 | 87                                                 |
| 1989                                               | 463                                                | 76                                                 | 87                                                 |
| 1990                                               | 266                                                | 85                                                 | 67                                                 |
| 1991                                               | 294                                                | 123                                                | 75                                                 |
| 1992                                               | 255                                                | 86                                                 | 87                                                 |
| 1993                                               | 335                                                | 84                                                 | 111                                                |
| 1994                                               | 249                                                | 63                                                 | 53                                                 |
| 1995                                               | 313                                                | 57                                                 | 65                                                 |
| 1996                                               | 396                                                | 80                                                 | 57                                                 |
| 1997                                               | 313                                                | 71                                                 | 76                                                 |
| 1998                                               | 308                                                | 82                                                 | 72                                                 |
| 1999                                               | 311                                                | 60                                                 | 71                                                 |
| 2000                                               | 265                                                | 58                                                 | 68                                                 |
| 2001                                               | 362                                                | 104                                                | 86                                                 |
| 2002                                               | 342                                                | 67                                                 | 80                                                 |
| 2003                                               | 354                                                | 58                                                 | 106                                                |
| 2004                                               | 328                                                | 76                                                 | 98                                                 |
| 2005                                               | 409                                                | 118                                                | 88                                                 |
| 2006                                               | 407                                                | 98                                                 | 104                                                |
| 2007                                               | 365                                                | 72                                                 | 92                                                 |
| 2008                                               | -                                                  | -                                                  | -                                                  |
| 2009                                               | 452                                                | 91                                                 | 117                                                |
| 2010                                               | -                                                  | -                                                  | -                                                  |
| 2011                                               | -                                                  | -                                                  | -                                                  |
| 2012                                               | 310                                                | 80                                                 | 130                                                |
| 2013                                               | 225                                                | 54                                                 | 88                                                 |
| 2014                                               | 274                                                | 64                                                 | 75                                                 |
| 2015                                               | 249                                                | 51                                                 | 61                                                 |
| 2016                                               | 202                                                | 65                                                 | 94                                                 |
| 2017                                               | 258                                                | 70                                                 | 115                                                |
| 2018                                               | 193                                                | 36                                                 | 58                                                 |
| 2019                                               | 184                                                | 106                                                | 91                                                 |
| 2020                                               | 155                                                | 61                                                 | 46                                                 |
| 2021                                               | -                                                  | -                                                  | -                                                  |
| 2022                                               | 188                                                | 99                                                 | 107                                                |
| 2023                                               | 175                                                | 97                                                 | 102                                                |
| 2024                                               | 169                                                | 106                                                | 74                                                 |

0,0: Bergen ·
4,7: Jemappes ·
6,9: Quaregnon ·
9,5: Saint-Ghislain ·
10,9: Boussu ·
13,2: Hainin ·
14,8: Thulin ·
19,5: Quiévrain